# 丘納河
丘納河（俄语：Чуна́）或乌达河（Уда́）是俄羅斯的河流，位於伊爾庫茨克州和克拉斯諾亞爾斯克邊疆區內，屬於安加拉河的支流，發源自薩彥嶺北麓，流經中西伯利亞高原，最終與比留薩河匯合成為塔謝耶瓦河，河道全長1,203公里，流域面積56,800平方公里，河畔城鎮有下烏金斯克。